# Goose Cove East
Goose Cove East är en ort i Kanada.   Den ligger i provinsen Newfoundland och Labrador, i den östra delen av landet, 1 600 km öster om huvudstaden Ottawa. Goose Cove East ligger 16 meter över havet och antalet invånare är 234.
Terrängen runt Goose Cove East är huvudsakligen platt, men norrut är den kuperad. Havet är nära Goose Cove East åt sydost. Trakten är glest befolkad. Närmaste större samhälle är St. Anthony, 8,2 km norr om Goose Cove East. 